# Quinchao (comune)
Quinchao è un comune del Cile della provincia di Chiloé nella Regione di Los Lagos. Al censimento del 2002 possedeva una popolazione di 8.976 abitanti.
La sede amministrativa del comune è nel paese di Achao, localizzato sulla parte orientale dell'isola di Quinchao.

## Società

### Evoluzione demografica
| Censimento del 1992 | Censimento del 2002 |
| 9.088 ab.           | 8.976 ab.           |